# Floyd (Nou Mèxic)
Floyd és una població dels Estats Units a l'estat de Nou Mèxic. Segons el cens del 2000 tenia 78 habitants.

## Demografia
Segons el cens del 2000, Floyd tenia 78 habitants, 30 habitatges, i 23 famílies. La densitat de població era de 9,8 habitants per km².
Dels 30 habitatges en un 23,3% hi vivien nens de menys de 18 anys, en un 70% hi vivien parelles casades, en un 6,7% dones solteres, i en un 23,3% no eren unitats familiars. En el 13,3% dels habitatges hi vivien persones soles el 10% de les quals corresponia a persones de 65 anys o més que vivien soles. El nombre mitjà de persones vivint en cada habitatge era de 2,6 i el nombre mitjà de persones que vivien en cada família era de 2,87.
Per edats la població es repartia de la següent manera: un 23,1% tenia menys de 18 anys, un 11,5% entre 18 i 24, un 21,8% entre 25 i 44, un 25,6% de 45 a 60 i un 17,9% 65 anys o més.
L'edat mediana era de 43 anys. Per cada 100 dones de 18 o més anys hi havia 81,8 homes.
La renda mediana per habitatge era de 27.083 $ i la renda mediana per família de 36.250 $. Els homes tenien una renda mediana de 46.250 $ mentre que les dones 14.375 $. La renda per capita de la població era de 13.747 $. Aproximadament el 19,2% de les famílies i el 41,8% de la població estaven per davall del llindar de pobresa.

## Poblacions més properes
El següent diagrama mostra les poblacions més properes.